# Kapillarelektrophorese-Massenspektrometer

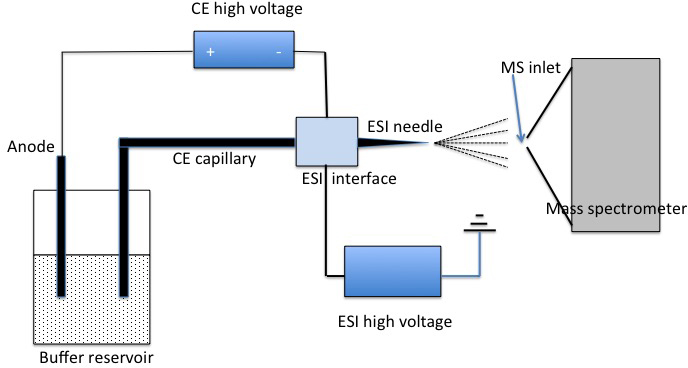
Schema eines CE-MS mit Kopplung über ESI-Quelle (englisch)

Kapillarelektrophorese-Massenspektrometer (CE-MS) stellen ein Kopplungsverfahren der Kapillarelektrophorese (engl. Capillary Electrophoresis, CE) mit der Massenspektrometrie (MS) dar.

## Technik
Die Kapillarelektrophorese ist eine auf der Elektrophorese beruhende analytische Trennmethode. Die Trennung findet unter dem Einfluss eines angelegten elektrischen Feldes in einem dünnen Kapillarrohr in einer Elektrolytlösung statt. Typische Probenvolumina liegen im Bereich von ca. 10 Nanoliter (0,01 mm³), so dass aus der CE-Kapillare nur sehr geringe Flüssigkeitsmengen eluieren. Eine Kombination der Kapillarelektrophorese mit Massenspektrometrie ist daher technisch aufwändiger als die der Flüssigchromatographie mit Massenspektrometrie-Kopplung; CE-MS ist infolgedessen wesentlich weniger verbreitet als HPLC-MS.

### Kopplung über ESI-Quelle
Für eine Kopplung mit einer ESI-Quelle muss der Fluss in die Ionenquelle zumeist mittels eines "Sheath-Liquids" erhöht werden. Die Kopplung kann insbesondere bei der Strukturidentifizierung und quantitativen Analyse von polaren, organischen Substanzen verwendet werden.

### Online CE-MALDI-MS
Technisch verwirklicht wurde auch die Kopplung von Kapillarelektrophorese mit MALDI-TOF (Matrix-Assistierte Laser-Desorption-Ionisierung mit einem Flugzeitmassenspektrometer, engl. time of flight MS), wobei das MS on-line oder off-line mit der CE gekoppelt werden kann. Bei der on-line Kopplung wird die Probe kontinuierlich oder als Aerosol in das MS eingeführt. Nachteilig ist die Notwendigkeit flüchtige Puffer zu verwenden, die auf spezielle Techniken der Kapillarelektrophorese beschränkt sind. Eine off-line Kopplung ist wesentlich einfacher zu realisieren und ermöglicht es, beide Verfahren, Elektrophorese und Ionisierung, unabhängig voneinander zu optimieren.

## History
Die ursprüngliche Schnittstelle zwischen Kapillarzonenelektrophorese und Massenspektrometrie wurde 1987 von Richard D. Smith und Mitarbeitern des Pacific Northwest National Laboratory entwickelt, die später auch an der Entwicklung von Schnittstellen zu anderen CE-Varianten beteiligt waren, darunter Kapillar-Isotachophorese und kapillar-isoelektrische Fokussierung.